# Alex Caceres
Alex Caceres (Miami, Florida; 20 de junio de 1988) es un artista marcial mixto estadounidense que compite en la división de peso pluma de la UFC. Competidor profesional de MMA desde 2008, Caceres compitió principalmente en su circuito regional, antes de firmar con Ultimate Fighting Championship para aparecer en The Ultimate Fighter: Team GSP vs. Team Koscheck. Desde el 25 de octubre de 2021, es el número 15 en la clasificación de peso pluma de UFC.

## Carrera en artes marciales mixtas

### Antecedentes
Caceres viene de Miami, Florida, donde entrena en la Fundación Young Tigers. Cáceres afirma ser "inventivo y creativo" durante las peleas, a menudo sonriendo durante la competencia. Caceres también nunca fue la distancia en cualquiera de sus combates antes de unirse al elenco de TUF. El apodo de Caceres, "Bruce Leeroy", proviene del personaje de la película The Last Dragon.

### Carrera temprana
Caceres luchó inicialmente en una organización clandestina de lucha callejera en Miami. Caceres apareció principalmente en las promociones con sede en Florida. Entre ellos fue una aparición para la promoción King of the Cage en "King of the Cage: Hurricane" en febrero de 2009. Su oponente en ese combate fue Eric Kovarik, que venía de múltiples derrotas consecutivas. En menos de dos minutos, Caceres ganó el combate por sumisión en el primer asalto.
Caceres ganó su siguiente combate contra Joel Garcia en mayo de 2009 por sumisión al principio del primer asalto antes de entrar en una racha de dos derrotas. Estas dos derrotas fueron ambas por sumisión, llevando su récord a 4-2 en ese momento.
En su último combate antes de unirse a The Ultimate Fighter, Caceres derrotó a Jahmal McLennan por TKO a mediados del tercer asalto para romper su racha de derrotas.

### The Ultimate Fighter
Caceres firmó entonces con Ultimate Fighting Championship para aparecer en The Ultimate Fighter: Team GSP vs. Team Koscheck.
En el episodio de debut, Caceres se enfrentó a Paul Barrow, que iba 3-0 en el programa. Caceres, que sonrió durante casi todo el combate, derrotó a Barrow por sumisión en el primer asalto.
En el segundo episodio, Cáceres fue elegido como la cuarta opción de GSP (octava en total). Cáceres disputó su combate de la ronda preliminar durante este episodio contra Jeff Lentz. Antes de la pelea, se puso en duda el estado cardiovascular de Lentz debido a que fumaba y bebía. Sin embargo, Lentz pasó a ganar el primer asalto de la pelea contra Cáceres. A mediados del segundo asalto, Caceres le aplicó una sumisión, lo que le obligó a abandonar el combate y a pasar a los cuartos de final.
En el episodio 8, el equipo GSP tuvo que elegir los miembros del equipo que lucharían entre sí (teniendo en cuenta que tenían 5 miembros en los cuartos de final). St. Pierre pidió a cada miembro que eligiera al luchador con el que preferiría pelear. Tanto Caceres como Michael Johnson se eligieron mutuamente y se programó el combate. Perdió el combate por decisión unánime.

### Ultimate Fighting Championship
Caceres hizo su debut oficial en marzo de 2011 contra Mackens Semerzier en UFC Fight Night: Nogueira vs. Davis. Perdió el combate por sumisión en el primer asalto.
Se esperaba que Caceres se enfrentara a Leonard Garcia El 14 de agosto de 2011 en UFC Live: Hardy vs. Lytle. Sin embargo, Garcia se vio obligado a abandonar el combate por una lesión y fue sustituido por el recién llegado a la promoción Jimy Hettes. Perdió el combate por sumisión en el segundo asalto.
Cáceres luego bajó a la división de peso gallo y se enfrentó al ex Campeón de Peso Gallo de WEC Cole Escovedo el 12 de noviembre de 2011 en UFC on Fox: Velasquez vs. dos Santos. Ganó el combate por decisión unánime.
Caceres se enfrentó a Edwin Figueroa el 4 de febrero de 2012 en UFC 143 pero perdió el combate por una decisión dividida. El árbitro Herb Dean descontó dos puntos a Caceres por dos golpes en la ingle.
Caceres se enfrentó a Damacio Page fue el 11 de julio de 2012 en UFC on Fuel TV: Muñoz vs. Weidman. Ganó el combate por sumisión en el segundo asalto. Esta sumisión le valió el premio a la Sumisión de la Noche.
Se esperaba que Caceres se enfrentara al recién llegado a la promoción Kang Kyung-ho el 10 de noviembre de 2012 en UFC on Fuel TV: Franklin vs. Le. Sin embargo, Kang se vio obligado a abandonar el combate por una lesión y fue sustituido por el recién llegado a la promoción Motonobu Tezuka. Ganó el combate por decisión dividida.
El combate entre Caceres y Kang fue reprogramado para el 3 de marzo de 2013 en UFC on Fuel TV: Silva vs. Stann.
 Caceres ganó el combate de ida y vuelta por decisión dividida. El 20 de marzo de 2013, se anunció que Caceres había fallado su prueba de drogas después de la pelea, dando positivo por marihuana. Caceres fue suspendido por seis meses, con efecto retroactivo al 3 de marzo de 2013, y su victoria sobre Kang fue cambiada a un Sin Resultado.
Caceres se enfrentó a Roland Delorme el 21 de septiembre de 2013 en UFC 165. Ganó el combate por decisión dividida.
Se esperaba que Caceres se enfrentara a Mitch Gagnon el 7 de diciembre de 2013 en UFC Fight Night: Hunt vs. Bigfoot. Sin embargo, el combate se canceló durante la semana previa al evento debido a un supuesto problema de visa para Gagnon, que restringía su entrada en Australia.
Caceres se enfrentó a Sergio Pettis el 25 de enero de 2014 en UFC on Fox: Henderson vs. Thomson. Ganó el combate por sumisión en el tercer asalto. Esta victoria le valió los premios a la Actuación de la Noche y Sumisión de la Noche.
Para su décimo combate con la promoción, Caceres se enfrentó a Urijah Faber en UFC 175 el 5 de julio de 2014. Perdió el combate por sumisión en el tercer asalto.
Caceres se enfrentó al recién llegado a la promoción Masanori Kanehara el 20 de septiembre de 2014 en UFC Fight Night: Hunt vs. Nelson. Perdió el combate por decisión unánime.
Cacares se enfrentó a Francisco Rivera el 6 de junio de 2015 en UFC Fight Night: Boetsch vs. Henderson. Perdió el combate por nocaut en el primer asalto, lo que marcó la primera vez que fue noqueado en su carrera.
Caceres se enfrentó a Masio Fullen en un combate de peso pluma el 30 de enero de 2016 en UFC on Fox: Johnson vs. Bader. Cáceres ganó el combate por decisión unánime.
Caceres se enfrentó a Cole Miller el 4 de junio de 2016 en UFC 199. Ganó el combate por decisión unánime.
Caceres se enfrentó a Yair Rodríguez en el evento principal el 6 de agosto de 2016 en UFC Fight Night: Rodríguez vs. Caceres. Perdió el combate por decisión dividida. Este combate le valió el premio a la Pelea de la Noche.
Caceres se enfrentaría después a Jason Knight el 28 de enero de 2017 en UFC on Fox: Shevchenko vs. Peña. Perdió el combate por sumisión en el segundo asalto.
Caceres se enfrentó al recién llegado a la promoción Rolando Gabriel Dy el 17 de junio de 2017 en UFC Fight Night: Holm vs. Correia. Caceres entró con fuerza en el primer asalto, derribando a Dy.  El árbitro pidió un breve tiempo muerto en el segundo asalto para revisar el ojo de Dy y el combate continuó. Sin embargo, el árbitro detuvo el combate al final del segundo asalto debido a la recomendación del médico sobre la lesión ocular de Dy. Dy se mostró notablemente molesto por la decisión del árbitro y Caceres obtuvo la victoria por TKO.
El combate con Wang Guan fue reprogramado y finalmente tuvo lugar el 25 de noviembre de 2017 en UFC Fight Night: Silva vs. Gastelum. Perdió el combate por decisión dividida.
Caceres estaba programado para enfrentarse a Artem Lobov el 7 de abril de 2018 en UFC 223, pero el combate fue cancelado debido a la participación de Lobov en la melé del autobús del equipo McGregor.
Caceres se enfrentó a Martin Bravo el 6 de julio de 2018 en The Ultimate Fighter 27 Finale. Ganó el combate por decisión dividida. Este combate le valió el premio a la Pelea de la Noche.
Cáceres se enfrentó al recién llegado a la promoción Kron Gracie el 17 de febrero de 2019 en UFC on ESPN: Ngannou vs. Velasquez. Perdió el combate por sumisión en el primer asalto.
Cáceres se enfrentó a Steven Peterson el 20 de julio de 2019 en UFC on ESPN: dos Anjos vs. Edwards. Ganó el combate por decisión unánime.
Caceres se enfrentó a Chase Hooper el 6 de junio de 2020 en UFC 250. Ganó el combate por decisión unánime.
Caceres tenía previsto enfrentarse a Giga Chikadze el 29 de agosto de 2020 en UFC Fight Night: Smith vs. Rakić. Sin embargo, Chikadze se retiró del combate por haber dado positivo por COVID-19 y fue sustituido brevemente por el recién llegado a la promoción Kevin Croom. Posteriormente, al día siguiente, Croom fue destituido y sustituido por Austin Springer. En el pesaje, Springer pesó 151 libras, cinco libras por encima del límite de la pelea de peso pluma sin título. El combate se celebró en el peso acordado y Springer fue multado con el 30% de su bolsa, que fue a parar a manos de Caceres. Ganó el combate por sumisión en el primer asalto.
Caceres se enfrentó a Kevin Croom el 27 de febrero de 2021 en UFC Fight Night: Rozenstruik vs. Gane. Ganó el combate por decisión unánime.
Caceres se enfrentó a Seung Woo Choi el 23 de octubre de 2021 en UFC Fight Night: Costa vs. Vettori. Ganó el combate por sumisión en el segundo asalto. Esta victoria le valió el premio a la Actuación de la Noche.
Caceres se enfrentó a Sodiq Yusuff el 12 de marzo de 2022 en UFC Fight Night 203. Perdió el combate por decisión unánime.

## Campeonatos y logros

### Artes marciales mixtas
- Ultimate Fighting Championship
  - Pelea de la Noche (tres veces) vs. Sergio Pettis, Yair Rodríguez y Martin Bravo[68][49]
  - Actuación de la Noche (una vez) vs. Seung Woo Choi.[66]
  - Sumisión de la Noche (dos veces) vs. Damacio Page y Sergio Pettis
  - Mejor precisión en los golpes significativos de la historia de peso gallo (50.9%).
  - Quinto mejor diferencial de golpes en la historia de peso gallo (1.63)
  - Noveno mayor número de golpes totales asestados en la historia de peso gallo (605)
  - Séptimo con más golpes significativos en la historia de peso gallo (463)[69]
- MMAJunkie.com
  - Sumisión del mes de enero de 2014 vs. Sergio Pettis[70]

## Récord en artes marciales mixtas
| Récord profesional | Récord profesional | Récord profesional |
| 37 peleas          | 21 victorias       | 15 derrotas        |
| ------------------ | ------------------ | ------------------ |
| Nocaut             | 4                  | 1                  |
| Sumisión           | 7                  | 7                  |
| Decisión           | 10                 | 7                  |
| Sin resultado      | 1                  | 1                  |

| Resultado     | Récord    | Oponente               | Método                                    | Evento                                          | Fecha                    | Ronda | Tiempo | Localización             | Notas |
| ------------- | --------- | ---------------------- | ----------------------------------------- | ----------------------------------------------- | ------------------------ | ----- | ------ | ------------------------ | --- |
| Derrota       | 21-15 (1) | Sean Woodson           | Decisión (unánime)                        | UFC on ESPN: Lewis vs. Nascimento               | 11 de mayo de 2024       | 3     | 5:00   | St. Louis, Missouri      | |
| Derrota       | 21-14 (1) | Giga Chikadze          | Decisión (unánime)                        | UFC Fight Night: Holloway vs. The Korean Zombie | 26 de agosto de 2023     | 3     | 5:00   | Kallang                  | |
| Victoria      | 21-13 (1) | Daniel Pineda          | Decisión (unánime)                        | UFC on ESPN: Kara-France vs. Albazi             | 3 de junio de 2023       | 3     | 5:00   | Las Vegas, Nevada        | Pelea de la noche                                                                                                   |
| Victoria      | 20-13 (1) | Julian Erosa           | TKO (patada a la cabeza y golpes)         | UFC Fight Night: Cannonier vs. Strickland       | 17 de diciembre de 2022  | 1     | 3:04   | Las Vegas, Nevada        | Actuación de la noche                                                                                               |
| Derrota       | 19-13 (1) | Sodiq Yusuff           | Decisión (unánime)                        | UFC Fight Night 203                             | 12 de marzo de 2022      | 3     | 5:00   | Las Vegas, Nevada        | |
| Derrota       | 19-12     | Seung Woo Choi         | Sumisión (estrangulamiento por detrás)    | UFC Fight Night: Costa vs. Vettori              | 23 de octubre de 2021    | 2     | 3:31   | Las Vegas, Nevada        | Actuación de la Noche.                                                                                              |
| Victoria      | 18-12 (1) | Kevin Croom            | Decisión (unánime)                        | UFC Fight Night: Rozenstruik vs. Gane           | 27 de febrero de 2021    | 3     | 5:00   | Las Vegas, Nevada        | |
| Victoria      | 17-12 (1) | Austin Springer        | Sumisión (estrangulamiento por detrás)    | UFC Fight Night: Smith vs. Rakić                | 29 de agosto de 2020     | 1     | 3:38   | Las Vegas, Nevada        | Combate de peso acordado (158 libras); Springer no alcanzó el peso.                                                 |
| Victoria      | 16-12 (1) | Chase Hooper           | Decisión (unánime)                        | UFC 250                                         | 6 de junio de 2020       | 3     | 5:00   | Las Vegas, Nevada        | |
| Victoria      | 15-12 (1) | Steven Peterson        | Decisión (unánime)                        | UFC on ESPN: dos Anjos vs. Edwards              | 20 de julio de 2019      | 3     | 5:00   | San Antonio, Texas       | |
| Derrota       | 14-12 (1) | Kron Gracie            | Sumisión (estrangulamiento por detrás)    | UFC on ESPN: Ngannou vs. Velasquez              | 17 de febrero de 2019    | 1     | 2:06   | Phoenix, Arizona         | |
| Victoria      | 14-11 (1) | Martin Bravo           | Decisión (dividida)                       | The Ultimate Fighter: Undefeated Finale         | 6 de julio de 2018       | 3     | 5:00   | Las Vegas, Nevada        | Pelea de la Noche.                                                                                                  |
| Derrota       | 13-11 (1) | Wang Guan              | Decisión (dividida)                       | UFC Fight Night: Bisping vs. Gastelum           | 25 de noviembre de 2017  | 3     | 5:00   | Shanghái                 | |
| Victoria      | 13-10 (1) | Rolando Dy             | TKO (parada médica)                       | UFC Fight Night: Holm vs. Correia               | 17 de junio de 2017      | 2     | 5:00   | Kallang                  | |
| Derrota       | 12-10 (1) | Jason Knight           | Sumisión (estrangulamiento por detrás)    | UFC on Fox: Shevchenko vs. Peña                 | 28 de enero de 2017      | 2     | 4:21   | Denver, Colorado         | |
| Derrota       | 12-9 (1)  | Yair Rodríguez         | Decisión (dividida)                       | UFC Fight Night: Rodríguez vs. Caceres          | 6 de agosto de 2016      | 3     | 5:00   | Salt Lake City, Utah     | Pelea de la Noche.                                                                                                  |
| Victoria      | 12-8 (1)  | Cole Miller            | Decisión (unánime)                        | UFC 199                                         | 4 de junio de 2016       | 3     | 5:00   | Inglewood, California    | |
| Victoria      | 11-8 (1)  | Masio Fullen           | Decisión (unánime)                        | UFC on Fox: Johnson vs. Bader                   | 30 de enero de 2016      | 3     | 5:00   | Newark, Nueva Jersey     | Regreso al peso pluma.                                                                                              |
| Derrota       | 10-8 (1)  | Francisco Rivera       | KO (puñetazos)                            | UFC Fight Night: Boetsch vs. Henderson          | 6 de junio de 2015       | 1     | 0:21   | Nueva Orleans, Luisiana  | |
| Derrota       | 10-7 (1)  | Masanori Kanehara      | Decisión (unánime)                        | UFC Fight Night: Hunt vs. Nelson                | 20 de septiembre de 2014 | 3     | 5:00   | Saitama                  | |
| Derrota       | 10-6 (1)  | Urijah Faber           | Sumisión (estrangulamiento por detrás)    | UFC 175                                         | 5 de julio de 2014       | 3     | 1:09   | Las Vegas, Nevada        | |
| Victoria      | 10-5 (1)  | Sergio Pettis          | Sumisión (estrangulamiento por detrás)    | UFC on Fox: Henderson vs. Thomson               | 25 de enero de 2014      | 3     | 4:39   | Chicago, Illinois        | Sumisión de la Noche. Pelea de la Noche.                                                                            |
| Victoria      | 9-5 (1)   | Roland Delorme         | Decisión (dividida)                       | UFC 165                                         | 21 de septiembre de 2013 | 3     | 5:00   | Toronto, Ontario         | |
| Sin resultado | 8-5 (1)   | Kang Kyung-ho          | Sin resultado (anulado)                   | UFC on Fuel TV: Silva vs. Stann                 | 3 de marzo de 2013       | 3     | 5:00   | Saitama                  | Originalmente una victoria por decisión dividida para Caceres; anulada después de que diera positivo por marihuana. |
| Victoria      | 8-5       | Motonobu Tezuka        | Decisión (dividida)                       | UFC on Fuel TV: Franklin vs. Le                 | 10 de noviembre de 2012  | 3     | 5:00   | Macao                    | |
| Victoria      | 7-5       | Damacio Page           | Sumisión (estrangulamiento por triángulo) | UFC on Fuel TV: Muñoz vs. Weidman               | 11 de julio de 2012      | 2     | 1:27   | San José, California     | Sumisión de la Noche.                                                                                               |
| Derrota       | 6-5       | Edwin Figueroa         | Decisión (dividida)                       | UFC 143                                         | 4 de febrero de 2012     | 3     | 5:00   | Las Vegas, Nevada        | A Caceres se le descontaron dos puntos por múltiples patadas en la ingle.                                           |
| Victoria      | 6-4       | Cole Escovedo          | Decisión (unánime)                        | UFC on Fox: Velasquez vs. Dos Santos            | 12 de noviembre de 2011  | 3     | 5:00   | Anaheim, California      | Debut en el peso gallo.                                                                                             |
| Derrota       | 5-4       | Jimy Hettes            | Sumisión (estrangulamiento por detrás)    | UFC Live: Hardy vs. Lytle                       | 14 de agosto de 2011     | 2     | 3:12   | Milwaukee, Wisconsin     | |
| Derrota       | 5-3       | Mackens Semerzier      | Sumisión (estrangulamiento por detrás)    | UFC Fight Night: Nogueira vs. Davis             | 26 de marzo de 2011      | 1     | 3:18   | Seattle, Washington      | Debut en el peso pluma.                                                                                             |
| Victoria      | 5-2       | Ketema Jahmal McLennan | TKO (puñetazos)                           | G-Force Fights: Bad Blood 3                     | 4 de febrero de 2010     | 3     | 2:48   | Miami, Florida           | |
| Derrota       | 4-2       | Matt McCook            | Sumisión (barra de brazo)                 | WFC: Battle of the Bay 8                        | 10 de julio de 2009      | 2     | 3:56   | Tampa, Florida           | |
| Derrota       | 4-1       | Farkhad Sharipov       | Sumisión (barra de brazo)                 | Best of the Best                                | 12 de junio de 2009      | 3     | 3:01   | Columbus, Georgia        | |
| Victoria      | 4-0       | Joel Garcia            | Sumisión (estrangulamiento por triángulo) | XFN: Da Matta vs. Thorne                        | 14 de mayo de 2009       | 1     | 1:05   | Fort Lauderdale, Florida | |
| Victoria      | 3-0       | Eric Kovarik           | Sumisión (estrangulamiento por detrás)    | KOTC: Hurricane                                 | 21 de febrero de 2009    | 1     | 1:58   | Fort Lauderdale, Florida | |
| Victoria      | 2-0       | Tulio Quintanilla      | TKO (puñetazos)                           | MFA: There Will Be Blood                        | 3 de diciembre de 2008   | 2     | 4:14   | Miami, Florida           | |
| Victoria      | 1-0       | Eric Luke              | Sumisión (barra de brazo)                 | G-Force Fights: Bad Blood 1                     | 6 de noviembre de 2008   | 2     | 1:45   | Miami, Florida           | |